# Turunçova, Finike
Turunçova là một thị trấn thuộc huyện Finike, tỉnh Antalya, Thổ Nhĩ Kỳ. Dân số thời điểm năm 2011 là 8.356 người.